# 海南机场
海南机场设施股份有限公司 （簡稱海南机场，前稱海航基础设施投资集团股份有限公司，海航基础）是一間位於海南省海口市的投資上市公司。公司控股股東是海南省屬企業海南省发展控股有限公司旗下的海南机场集团有限公司。
自2018年2月，海航基础是MSCI中国A股指数成分股。

## 歷史
2016年，海南海岛建设股份有限公司改名海南海航基础设施投资集团股份有限公司。2018年6月23日，海航基础計劃向同系非上市公司北京海航金融控股收購香港上市公司香港国际建投（本身香港国际建投由同系另一間公司香港海航实业集团持有）。但最終該交易被中止。
2018年7月5日，海航基础的孫公司三亞鳳凰國際機場有限責任公司與關聯方海航实业集团（並非海航实业股份）簽訂股權轉讓協議，以31.25億人民幣出售海航基础持有的三亞新機場投資建設有限公司25%股權（三亚红塘湾国际机场投資方）給海航实业集团。
2021年3月13日，海南省高级人民法院裁定对包括海航基础在内的海航集团等321家公司进行实质合并重整，并指定海航集团清算组担任上述公司管理人，清算组于19日发布《海航集团机场板块战略投资者招募公告》。
2021年9月13日，海航基础设施投资集团股份有限公司公告海南省发展控股有限公司为包括海航基础等二十一家公司在内的海航集团机场板块战略投资者，同年10月31日海南高院批准《海航基础设施投资集团股份有限公司及其二十家子公司重整计划》。
2022 年1月20日，公司注册登记名称由“海航基础设施投资集团股份有限公司”变更为“海南机场设施股份有限公司”，英文名称由“HNA Infrastructure Investment Group Co., LTD”变更为“Hainan Airport Infrastructure Co., Ltd”。
2023年6月19日，海南控股、海南机场集团、海南机场三方签署了《关于海南机场设施股份有限公司之股份转让协议》，海南控股拟将其所直接持有的海南机场全部股份转让给海南机场集团。

## 主要子公司
最後更新：2017年12月31日
- 海航基础产业集团 （100%）
- 海航机场控股（集团）（間接50.2%）
- 海航机场集团（間接86.48%）
- 唐山三女河机场管理
- 营口机场
- 安庆天柱山机场
- 三沙永兴机场管理
- 潍坊南苑机场
- 海南博鳌机场
- 巴中恩阳机场管理
- 松原查干湖机场管理
- 海航地产集团
- 上海大新华实业
- 三亚凤凰国际机场（間接82.22%）
- 满洲里西郊机场
- 宜昌三峡机场

## 主要股東
截至2017年12月31日，海航基础设施投资集团的主要股東是海航系的海航基础控股集团（57.56%）及海航实业集团（3.28%），但大部分已质押。

## 連結
- 官方网站